# 陳若瑟 (臺灣)
陈若瑟（西班牙語：Joseph Arregui y Yparaguirre,O.P.，1903年—1979年）生于西班牙，1928年晋铎，1948年3月5日任台灣监牧区與高雄监牧区宗座监牧。

## 相關
- 天主教高雄教區
- 台灣天主教主教列表
- 台北市私立靜修女子中學
- 玫瑰聖母聖殿主教座堂

## 外參考
- 《天主教來台傳教壹百年簡史：1859~1959》淮印者：陳若瑟主教 （页面存档备份，存于）